# Mamy Blue/E penso a te
Mamy Blue/E penso a te è un singolo del cantante italiano Johnny Dorelli, pubblicata dalla CGD (catalogo CGD 137) nel 1971.

## I brani

### Mamy Blue
Mamy Blue, presente sul lato A, è la cover italiana dell'omonimo brano composto, originariamente, da Hubert Giraud e inciso per la prima volta, nel 1970, da Nicoletta. L'adattamento in italiano è di Herbert Pagani.
L'arrangiamento e la direzione orchestrale sono di Franco Monaldi.
La versione di Johnny Dorelli (presentata, in precedenza, alla 4ª puntata di Canzonissima) fu utilizzata come sigla di raccordo della 23ª edizione del programma radiofonico Gran varietà. Verrà inserita nell'album antologico Il meglio di Johnny Dorelli, che uscirà 4 anni dopo.

### E penso a te
E penso a te, presente sul lato B del disco, è il brano scritto da Mogol (testo) e Lucio Battisti (musica). Sempre come retro dei singoli, vanno ricordate le incisioni che ne hanno dato, in precedenza, lo stesso Dorelli (nel 45 giri Love Story) e, ancor più precedentemente, Bruno Lauzi (in Mary oh Mary, del 1970).
Il brano verrà registrato anche da Mina (come brano d'apertura nell'LP a nome suo), Raffaella Carrà (come brano di chiusura nel suo eponimo album) e lo stesso Battisti (in Umanamente uomo: il sogno).
L'arrangiamento e la direzione orchestrale sono di Gian Piero Reverberi, tranne nella versione di Mina e della Carrà.
La versione di Johnny Dorelli (presentata, in precedenza, alla 7ª puntata di Canzonissima) fu utilizzata come sigla di raccordo della 22ª edizione del programma radiofonico Gran varietà. Verrà inserita nell'album Le canzoni che piacciono a lei, che uscirà 2 anni dopo.

## Tracce

### Lato A
1. Mamy Blue (versione italiana) – 3:51 (testo italiano: Herbert Pagani – testo originale e musica: Hubert Giraud; edizioni musicali Carré D'As)

### Lato B
1. E penso a te – 2:49 (testo: Mogol – musica: Lucio Battisti; edizioni musicali Acqua Azzurra)